# Список эпизодов телесериала «Город пришельцев»
Список эпизодов телесериала «Город пришельцев», который выходил в эфир с 6 октября 1999 года по 14 мая 2002 года. Первые два сезона транслировались на телеканале The WB, а третий — на телеканале UPN.

## Обзор сезонов
| Сезон | Сезон | Эпизоды | Оригинальная дата показа | Оригинальная дата показа |
| Сезон | Сезон | Эпизоды | Премьера сезона          | Финал сезона             |
| ----- | ----- | ------- | ------------------------ | ------------------------ |
|       | 1     | 22      | 6 октября 1999           | 15 мая 2000              |
|       | 2     | 21      | 2 октября 2000           | 21 мая 2001              |
|       | 3     | 18      | 9 октября 2001           | 14 мая 2002              |

## Эпизоды

### Сезон 1 (1999—2000)
| № общий | № в сезоне | Название                                        | Режиссёр          | Автор сценария                                                        | Дата премьеры   | Произв. код |
| --- | ---------- | ----------------------------------------------- | ----------------- | --------------------------------------------------------------------- | --------------- | ----------- |
| 1 | 1          | «Pilot» «Пилотный эпизод»                       | Дэвид Наттер      | Джейсон Катимс                                                        | 6 октября 1999  | 1ADA79      |
| Подрабатывая официанткой в закусочной своего отца, школьница Лиз Паркер попадает в перестрелку между посетителями и получает ранение. Её одноклассник Макс Эванс бросается на помощь, и залечивает рану прикосновением руки. Вскоре девушка узнаёт, что Макс, его сестра Изабель и друг Майкл - выжившие потомки существ, находившихся на борту инопланетного космического корабля, который по легенде упал в пустыне в 1947 году... |            |                                                 |                   |                                                                       |                 |             |
| 2 | 2          | «The Morning After» «На следующее утро»         | Дэвид Наттер      | Джейсон Катимс                                                        | 13 октября 1999 | 1ADA01      |
| Майкл одержим мыслью о том, что в 1959 году в Розвелл находился ещё один инопланетянин, и пытается разгадать значение своих видений. Тем временем Лиз подозревает, что новый школьный психолог что-то скрывает... |            |                                                 |                   |                                                                       |                 |             |
| 3 | 3          | «Monsters» «Монстры»                            | Дэвид Семел       | Джейсон Катимс и Таня Сент-Джон                                       | 20 октября 1999 | 1ADA02      |
| Обеспокоенная неуравновешенным поведением Марии, Изабель проникает в один из её снов, чтобы понять, сможет ли она сохранить тайну пришельцев... |            |                                                 |                   |                                                                       |                 |             |
| 4 | 4          | «Leaving Normal» «Нормальная жизнь»             | Крис Лонг         | Джейсон Катимс                                                        | 27 октября 1999 | 1ADA03      |
| Вернувшись со свидания, Лиз с ужасом узнаёт, что приехавшая навестить её бабушка попала в больницу, и находится в коме. В отчаянии Лиз просит Макса о помощи... |            |                                                 |                   |                                                                       |                 |             |
| 5 | 5          | «Missing» «Пропажа»                             | Дэвид Семел       | Джон Хармон Фельдман                                                  | 3 ноября 1999   | 1ADA04      |
| Обнаружив пропажу своего дневника, содержащего все записи об инопланетянах, Лиз с ужасом понимает, что над Максом нависла реальная угроза разоблачения... |            |                                                 |                   |                                                                       |                 |             |
| 6 | 6          | «285 South» «285 на юг»                         | Арвин Браун       | Уильям Синд и Таня Сент-Джон                                          | 10 ноября 1999  | 1ADA05      |
| Отправляясь на поиски купола из своих видений, Майкл угоняет машину Марии вместе с ней внутри. Неожиданная поломка вынуждает ребят заночевать в придорожном мотеле, где их находят Макс, Лиз и Изабель... |            |                                                 |                   |                                                                       |                 |             |
| 7 | 7          | «River Dog» «Речной пес»                        | Джонатан Фрейкс   | Шерил Каин                                                            | 17 ноября 1999  | 1ADA06      |
| Лиз и Макс отправляются в Индейскую резервацию, где встречают пожилого индейца, который рассказывает им об инопланетянине, жившем в их племени до появления Атертона... |            |                                                 |                   |                                                                       |                 |             |
| 8 | 8          | «Blood Brother» «Брат по крови»                 | Дэвид Наттер      | Брин Фразьер и Барри Пуллман                                          | 24 ноября 1999  | 1ADA07      |
| Раненый в дорожной аварии Макс попадает в больницу, где врачи берут анализ его крови. Чтобы защитить друга, Лиз и Майкл подменяют его анализ кровью Алекса... |            |                                                 |                   |                                                                       |                 |             |
| 9 | 9          | «Heat Wave» «Тепловая волна»                    | Патрик Норрис     | Джейсон Катимс                                                        | 1 декабря 1999  | 1ADA08      |
| Аномальная декабрьская жара разжигает отношения Марии и Майкла, Кайл находит новую подругу, а Лиз всё сильнее увлекается Максом. Тем временем, шокированный Алекс узнаёт правду об инопланетянах... |            |                                                 |                   |                                                                       |                 |             |
| 10 | 10         | «The Balance» «Баланс»                          | Джон Беринг       | Таня Сент-Джон                                                        | 15 декабря 1999 | 1ADA09      |
| Обнаружив у Макса фотографию наскальных рисунков, Майкл сам отправляется на поиски индейца. Домой он возвращается больным... |            |                                                 |                   |                                                                       |                 |             |
| 11 | 11         | «Toy House» «Игрушечный дом»                    | Майкл Филдс       | Джон Харман Фельдман и Джейсон Катимс                                 | 19 января 2000  | 1ADA10      |
| Спасая мать от пожара, Макс использует свои сверхъестественные способности, чем вызывает у женщины подозрения и вопросы. Изабель настаивает на том, чтобы рассказать матери правду... |            |                                                 |                   |                                                                       |                 |             |
| 12 | 12         | «Into the Woods» «В лесной глуши»               | Ник Марк          | Таня Сент-Джон                                                        | 26 января 2000  | 1ADA11      |
| Слухи о замеченном вблизи индейской резервации НЛО заставляют Изабель и Макса отправиться в школьный турпоход, по странному стечению обстоятельств, проходящий рядом... |            |                                                 |                   |                                                                       |                 |             |
| 13 | 13         | «The Convention» «Конференция»                  | Такер Гейтс       | Джейсон Катимс и Эмили Уайтселл                                       | 2 февраля 2000  | 1ADA12      |
| Участвуя в ежегодной конференции по НЛО, Макс встречает двоих свидетелей магического исцеления Лиз в кафе, намеревающихся разоблачить пришельца... |            |                                                 |                   |                                                                       |                 |             |
| 14 | 14         | «Blind Date» «Свидание вслепую»                 | Кит Сэмплс        | Таня Сент-Джон                                                        | 9 февраля 2000  | 1ADA13      |
| Мария записывает Лиз на участие в радио - конкурсе, победитель которого выигрывает свидание вслепую. Майкл и Изабель пытаются связаться с четвёртым пришельцем... |            |                                                 |                   |                                                                       |                 |             |
| 15 | 15         | «Independence Day» «День независимости»         | Пол Шапиро        | Тони Графиа                                                           | 16 февраля 2000 | 1ADA14      |
| Узнав, что приёмный отец избивает Майкла, Изабель и Макс предлагают ему свою помощь. Тем временем за друзьями следит четвёртый пришелец... |            |                                                 |                   |                                                                       |                 |             |
| 16 | 16         | «Sexual Healing» «Сексуальное излечение»        | Дэвид Семел       | Жан Оксенберг                                                         | 1 марта 2000    | 1ADA15      |
| Отношения Лиз и Макса развиваются. Необъяснимые видения Лиз приводят их в пустыню, где ребята находят очередной инопланетный артефакт - светящийся шар со странным символом... |            |                                                 |                   |                                                                       |                 |             |
| 17 | 17         | «Crazy» «Сумасшедшая»                           | Джеймс Уитмор-мл. | Таня Сент-Джон                                                        | 10 апреля 2000  | 1ADA16      |
| Агент Топольски предупреждает Лиз, что за Максом и его друзьями следит тайный охотник на пришельцев. Тем временем новая подруга Изабель, ученица Тэсс кажется Максу и Майклу подозрительной... |            |                                                 |                   |                                                                       |                 |             |
| 18 | 18         | «Tess, Lies and Videotape» «Тэсс, ложь и видео» | Пол Шапиро        | Тони Графиа и Ричард Уайтли                                           | 17 апреля 2000  | 1ADA17      |
| У Макса развивается странное неконтролируемое влечение к Тэсс. Обнаружив, что агент Топольски мертва, шериф Валенти опасается за жизнь ребят. Тем временем друзья пытаются выяснить, кем Тэсс является на самом деле... |            |                                                 |                   |                                                                       |                 |             |
| 19 | 19         | «Four Square» «Квадрат»                         | Джонатан Фрейкс   | Таня Сент-Джон                                                        | 24 апреля 2000  | 1ADA18      |
| Обнаружив спрятанную в его доме видеокамеру, Хардинг отдаёт её Валенти. Шериф сообщает Максу, что его безопасность зависит от готовности делиться информацией. Тем временем Тэсс открывает Изабель личный секрет, а Изабель подозревает, что беременна... |            |                                                 |                   |                                                                       |                 |             |
| 20 | 20         | «Max to the Max» «Макс по максимуму»            | Патрик Норрис     | Тони Графиа                                                           | 1 мая 2000      | 1ADA19      |
| В книге Тэсс говорится, что они с Максом предназначены друг для друга, также как Майкл и Изабель. Наседо похищает Лиз, чтобы с ее помощью заманить агента Пирса в ловушку. |            |                                                 |                   |                                                                       |                 |             |
| 21 | 21         | «The White Room» «Белая комната»                | Джонатан Фрейкс   | Джейсон Катимс и Таня Сент-Джон                                       | 8 мая 2000      | 1ADA20      |
| Очнувшись в белой комнате без окон и дверей, Макс оказывается на допросе у агента Пирса. Войдя с Максом в телепатический контакт, Изабель выясняет его местонахождение, и ребята отправляются на спасение друга... |            |                                                 |                   |                                                                       |                 |             |
| 22 | 22         | «Destiny» «Судьба»                              | Патрик Норрис     | Сюжет : Таня Сент-Джон Телесценарий : Джейсон Катимс и Таня Сент-Джон | 15 мая 2000     | 1ADA21      |
| Избавившись от Пирса, пришельцы обнаруживают голографическое послание родной матери Макса и Изабель, открывающей ребятам их истинное предназначение... |            |                                                 |                   |                                                                       |                 |             |

### Сезон 2 (2000—2001)
| № общий | № в сезоне | Название                                                          | Режиссёр             | Автор сценария                                                                                         | Дата премьеры   | Произв. код |
| --- | ---------- | ----------------------------------------------------------------- | -------------------- | --- | --------------- | ----------- |
| 23 | 1          | «Skin and Bones» «Кожа и кости»                                   | Джеймс А. Контнер    | Джейсон Катимс                                                                                         | 2 октября 2000  | 2ADA01      |
| Случайно наткнувшись на кости захороненного Пирса, геолог относит их Валенти. Макс и остальные пытаются спасти Майкла, арестованного по подозрению в убийстве... |            |                                                                   |                      | |                 |             |
| 24 | 2          | «Ask Not» «Не спрашивай»                                          | Брюс Сет Грин        | Рональд Д. Мур                                                                                         | 9 октября 2000  | 2ADA02      |
| Макс пытается вжиться в новую для него роль лидера четвёрки. Чтобы защитить Тэсс, он предлагает ей пожить у Валенти. Вернувшись к работе, Макс узнаёт, что музей был перепродан... |            |                                                                   |                      | |                 |             |
| 25 | 3          | «Surprise» «Сюрприз»                                              | Фредерик Кинг Келлер | Тони Графиа                                                                                            | 16 октября 2000 | 2ADA03      |
| Во время вечеринки, устроенной друзьями в честь дня рождения Изабель, у девушки возникают внезапные головные боли и странные видения, в которых Тэсс предстаёт связанной, с кляпом во рту... |            |                                                                   |                      | |                 |             |
| 26 | 4          | «Summer of '47» «Лето сорок седьмого»                             | Патрик Норрис        | Гретхен Дж. Берг и Аарон Харбертс                                                                      | 23 октября 2000 | 2ADA04      |
| Выполняя школьное задание, Майкл проводит интервью с ветераном второй мировой войны, во время которого узнаёт новые подробности катастрофы весны 1947 года и своего выживания... |            |                                                                   |                      | |                 |             |
| 27 | 5          | «The End of the World» «Конец света»                              | Билл Л. Нортон       | Джейсон Катимс                                                                                         | 30 октября 2000 | 2ADA05      |
| Повзрослевший Макс прибывает из будущего, чтобы предупредить Лиз об опасности, которую представляют их отношения для его планеты. Пытаясь изменить будущее, ребята разрабатывают план, согласно которому Макс должен разлюбить Лиз в настоящем... |            |                                                                   |                      | |                 |             |
| 28 | 6          | «Harvest» «Жатва»                                                 | Пол Шапиро           | Фред Голан                                                                                             | 6 ноября 2000   | 2ADA06      |
| После загадочной гибели конгрессмена Уитэкера, Макс с друзьями отправляется в Аризону, где неожиданно для себя ребята оказываются на вражеской территории. Тем временем Мария и Майкл отправляются на поиски пропавшей Кортни... |            |                                                                   |                      | |                 |             |
| 29 | 7          | «Wipeout!» «Полное уничтожение»                                   | Майкл Лэнж           | Гретхен Дж. Берг и Аарон Харбертс                                                                      | 13 ноября 2000  | 2ADA07      |
| После загадочного исчезновения всех жителей, Розвелл превращается в город призраков, оставляя пришельцев и их друзей недоумевать о происходящем. Пытаясь разгадать тайну, ребята теряют одного из членов команды и оказываются перед лицом настоящей опасности... |            |                                                                   |                      | |                 |             |
| 30 | 8          | «Meet the Dupes» «Двойники»                                       | Джеймс А. Контнер    | Тони Графиа                                                                                            | 20 ноября 2000  | 2ADA08      |
| В Розвелле объявляются двойники Майкла, Тэсс и Изабель, пытающиеся уговорить Макса посетить межгалактический саммит лидеров планет. Вскоре выясняется, что пришельцы преследуют весьма корыстные цели... |            |                                                                   |                      | |                 |             |
| 31 | 9          | «Max in the City» «Макс в большом городе»                         | Патрик Норрис        | Рональд Д. Мур                                                                                         | 27 ноября 2000  | 2ADA09      |
| Макс и Тэсс отправляются в Нью-Йорк, где Макс вынужден пройти проверку, чтобы доказать, что он достоин будущего трона. Выяснив истинные намерения своих новых знакомых, Макс отправляется на поиски похищенной ими Тэсс... |            |                                                                   |                      | |                 |             |
| 32 | 10         | «A Roswell Christmas Carol» «Рождественская песнь»                | Патрик Норрис        | Джейсон Катимс                                                                                         | 18 декабря 2000 | 2ADA11      |
| Макса преследует призрак человека, погибшего в автокатастрофе, свидетелем которой он стал. Движимый страхом разоблачения Макс не помог тому, кого мог спасти, и теперь его одолевает чувство вины. Тем временем Розвелл готовится к Рождеству... |            |                                                                   |                      | |                 |             |
| 33 | 11         | «To Serve and Protect» «Служить и защищать»                       | Джефери Леви         | Брин Фразьер                                                                                           | 22 января 2001  | 2ADA10      |
| Изабель устанавливает психологическую связь с похороненной заживо девочкой, и пытается отыскать её прежде, чем станет слишком поздно. Тем временем ФБР начинает интересоваться шерифом и его связью с пришельцами... |            |                                                                   |                      | |                 |             |
| 34 | 12         | «We Are Family» «Мы семья»                                        | Дэвид Гроссман       | Гретхен Дж. Берг и Аарон Харбертс                                                                      | 29 января 2001  | 2ADA12      |
| После допроса по делу о спасённой девочке, шерифа Валенти отстраняют от дел, однако вскоре к нему за помощью обращается ведущий расследование агент ФБР. Вечером в дом шерифа заявляется Лори, которая сообщает ему, что была похищена инопланетянами... |            |                                                                   |                      | |                 |             |
| 35 | 13         | «Disturbing Behavior» «Тревожное поведение»                       | Джеймс Уитмор-мл.    | Рональд Д. Мур                                                                                         | 5 февраля 2001  | 2ADA13      |
| Сбежав из машины скорой помощи, Лори попадает к Марии и Майклу. Надеясь проверить теорию о том, что девочка может быть правнучкой человека, ставшего донором ДНК Майкла, пришельцы отправляются к её родственникам в Аризону. Макс выясняет ужасающие подробности катастрофы 1947 года... |            |                                                                   |                      | |                 |             |
| 36 | 14         | «How the Other Half Lives» «Как живёт другая половина»            | Пол Шапиро           | Сюжет : Гретхен Дж. Берг, Аарон Харбертс и Брин Фразьер Телесценарий : Джейсон Катимс и Рональд Д. Мур | 19 февраля 2001 | 2ADA14      |
| Обнаружив пещеру, полную голубых кристаллов, Алекс и Кайл попадают в ловушку. Пока пришельцы пытаются спасти похороненных заживо друзей, Изабель похищает одержимый паразитом Грант... |            |                                                                   |                      | |                 |             |
| 37 | 15         | «Viva Las Vegas» «Да здравствует Лас-Вегас»                       | Брюс Сет Грин        | Гретхен Дж. Берг и Аарон Харбертс                                                                      | 26 февраля 2001 | 2ADA15      |
| Чтобы развеяться, друзья отправляются в Лас-Вегас, где попадают в водоворот неожиданных приключений. Тэсс и Лиз принимают за несовершеннолетних; Мария отправляется на прослушивание, оказавшееся кастингом на роль стриптизёрши; у Изабель появляется новый знакомый, а Макс и Майкл вступают в борьбу за лидерство...                                                                      |            |                                                                   |                      | |                 |             |
| 38 | 16         | «Heart of Mine» «Моя душа»                                        | Лоренс Триллинг      | Джейсон Катимс                                                                                         | 16 апреля 2001  | 2ADA17      |
| В преддверии выпускного, каждый из друзей испытывает свои тревоги и по-своему готовится к празднику. Лиз решается испытать судьбу, пригласив Макса, однако вечер заканчивается совсем не так, как она ожидала. Майкл отказывается идти на бал с Марией. Кайл, наконец, решает признаться Тэсс в своих чувствах, а Изабель понимает, что мужчина её мечты находится ближе, чем ей казалось... |            |                                                                   |                      | |                 |             |
| 39 | 17         | «Cry Your Name» «Оплакивая тебя»                                  | Аллан Крокер         | Рональд Д. Мур                                                                                         | 23 апреля 2001  | 2ADA18      |
| Валенти сообщает ребятам, что Алекс погиб в автокатастрофе. Следствие выдвигает версию о самоубийстве, однако Лиз отказывается в это верить и начинает собственное расследование... |            |                                                                   |                      | |                 |             |
| 40 | 18         | «It's Too Late and It's Too Bad» «Слишком поздно и слишком плохо» | Патрик Норрис        | Гретхен Дж. Берг и Аарон Харбертс                                                                      | 30 апреля 2001  | 2ADA19      |
| Продолжая расследование загадочной гибели Алекса, Лиз просит Шона помочь ей проникнуть в кабинет психолога, где хранится его личное дело. Изабель сообщает Максу, что получила письмо из колледжа, в который собирается пойти осенью... |            |                                                                   |                      | |                 |             |
| 41 | 19         | «Baby, It's You» «Детка, это ты»                                  | Родни Чартерс        | Лиза Клинк                                                                                             | 7 мая 2001      | 2ADA20      |
| Макс шокирован, узнав, что Тэсс ждёт от него ребёнка, и единственный способ выжить для малыша - вернуться на их родную планету. Лиз, Мария и Майкл выясняют подробности двойной жизни, которую вёл Алекс... |            |                                                                   |                      | |                 |             |
| 42 | 20         | «Off the Menu» «Исключить из меню»                                | Патрик Норрис        | Рассел Френд и Гарретт Лернер                                                                          | 14 мая 2001     | 2ADA16      |
| Внезапное отключение электричества в городе заставляет Броуди вспомнить своё похищение. Обезумев, он берёт Макса, Тэсс и Марию в заложники... |            |                                                                   |                      | |                 |             |
| 43 | 21         | «The Departure» «Отправление»                                     | Патрик Норрис        | Джейсон Катимс                                                                                         | 21 мая 2001     | 2ADA21      |
| Макс, Изабель, Майкл и Тэсс готовятся покинуть планету. В оставшиеся 24 часа на Земле, пришельцы прощаются с друзьями. Макс пытается отыскать убийцу, всё ещё угрожающего жизням близких ему людей... |            |                                                                   |                      | |                 |             |

### Сезон 3 (2001—2002)
| № общий | № в сезоне | Название                                                                                   | Режиссёр             | Автор сценария                    | Дата премьеры   | Произв. код |
| --- | ---------- | ------------------------------------------------------------------------------------------ | -------------------- | --------------------------------- | --------------- | ----------- |
| 44 | 1          | «Busted» «Под арестом»                                                                     | Аллан Крокер         | Джейсон Катимс                    | 9 октября 2001  | 3ADA01      |
| Макс и Лиз арестованы за нападение на магазин, где, по их мнению, был спрятан корабль пришельцев... |            |                                                                                            |                      |                                   |                 |             |
| 45 | 2          | «Michael, the Guys and the Great Snapple Caper» «Майкл, ребята и большая лимонадная кража» | Пол Шапиро           | Рональд Д. Мур                    | 16 октября 2001 | 3ADA02      |
| Устроившись на работу охранником, Майкл пытается наладить отношения с коллегами, однако лишь ухудшает ситуацию. Макс и Лиз продолжают встречаться, несмотря на недовольство её родителей...                                                                |            |                                                                                            |                      |                                   |                 |             |
| 46 | 3          | «Significant Others» «Вторые половинки»                                                    | Патрик Норрис        | Дэвид Симкинс                     | 23 октября 2001 | 3ADA03      |
| Изабель посещает призрак Алекса, который помогает ей принять важное решение в отношениях с Джесси. Отец Лиз продолжает препятствовать её встречам с Максом. Тем временем девушка узнаёт о причинах подобного поведения и тайнах из прошлого своего отца... |            |                                                                                            |                      |                                   |                 |             |
| 47 | 4          | «Secrets and Lies» «Тайны и ложь»                                                          | Джонатан Фрейкс      | Рассел Френд и Гарретт Лернер     | 30 октября 2001 | 3ADA04      |
| Расследуя убийство, по всем признакам совершённое пришельцем, Макс отправляется в Голливуд. Следы приводят его на студию «Парамаунт» - на съёмочную площадку сериала под названием «Они среди нас»...                                                      |            |                                                                                            |                      |                                   |                 |             |
| 48 | 5          | «Control» «Контроль»                                                                       | Билл Л. Нортон       | Гретхен Дж. Берг и Аарон Харбертс | 6 ноября 2001   | 3ADA05      |
| Используя способности Кэла, Макс отправляется в опасное путешествие, надеясь узнать о судьбе Тэсс и его сына. Тем временем Изабель и Джесси сталкиваются с негативной реакцией родителей и друзей на их объявление о предстоящей женитьбе...               |            |                                                                                            |                      |                                   |                 |             |
| 49 | 6          | «To Have and to Hold» «Иметь и удержать»                                                   | Фредерик Кинг Келлер | Рональд Д. Мур                    | 13 ноября 2001  | 3ADA06      |
| Накануне свадьбы Изабель начинает видеть сны о своём бывшем возлюбленном с другой планеты. Вернувшись из Лос-Анджелеса, Макс соглашается стать шафером Джесси...                                                                                           |            |                                                                                            |                      |                                   |                 |             |
| 50 | 7          | «Interruptus» «Вмешательство»                                                              | Брюс Сет Грин        | Дэвид Симкинс                     | 20 ноября 2001  | 3ADA07      |
| Медовый месяц оборачивается кошмаром, когда молодожёнов начинает преследовать бывший возлюбленный Изабель, который хочет забрать её на их родную планету. Тем временем Лиз выясняет, что Филипп расследует исчезновение Макса и Тэсс...                    |            |                                                                                            |                      |                                   |                 |             |
| 51 | 8          | «Behind the Music» «По ту сторону музыки»                                                  | Джонатан Фрейкс      | Рассел Френд и Гарретт Лернер     | 27 ноября 2001  | 3ADA08      |
| Визит бывшего приятеля оживляет мечты Марии о музыке и сцене, заставляя её пересмотреть отношения с Майклом. Объединив усилия, пришельцы пытаются остановить расследование, которое продолжает вести отец Макса...                                         |            |                                                                                            |                      |                                   |                 |             |
| 52 | 9          | «Samuel Rising» «Воспитание Самуэля»                                                       | Патрик Норрис        | Джейсон Катимс                    | 18 декабря 2001 | 3ADA09      |
| Встретив мальчика-аутиста, заговорившего впервые за много лет, Макс начинает подозревать, что ребёнок может быть связан с его пропавшим сыном. Тем временем Розвелл отмечает Рождество...                                                                  |            |                                                                                            |                      |                                   |                 |             |
| 53 | 10         | «A Tale of Two Parties» «История двух вечеринок»                                           | Аллан Крокер         | Лора Бернс и Мелинда Метц         | 1 января 2002   | 3ADA10      |
| Макс и Мария пытаются обнаружить место проведения тайного новогоднего рэйва в Розвелле. Изабель помогает Кайлу найти идеальную пару для новогоднего вечера...                                                                                              |            |                                                                                            |                      |                                   |                 |             |
| 54 | 11         | «I Married an Alien» «Моя жена инопланетянка»                                              | Патрик Норрис        | Рональд Д. Мур                    | 29 января 2002  | 3ADA11      |
| Став свидетелем того, как Майкл использует свои суперспособности, приехавший навестить новобрачных старый приятель Джесси, начинает журналистское расследование...                                                                                         |            |                                                                                            |                      |                                   |                 |             |
| 55 | 12         | «Ch-Ch-Changes» «Изменения»                                                                | Пол Шапиро           | Гретхен Дж. Берг и Аарон Харбертс | 5 февраля 2002  | 3ADA12      |
| Лиз начинает замечать в себе развитие суперспособностей, и в ужасе решает покинуть Розвелл. Решив, что Лиз умирает, Макс намерен её спасти. Тем временем Мария получает сомнительное предложение от звукозаписывающей компании...                          |            |                                                                                            |                      |                                   |                 |             |
| 56 | 13         | «Panacea» «Панацея»                                                                        | Родни Чартерс        | Рассел Френд и Гарретт Лернер     | 12 февраля 2002 | 3ADA13      |
| Странная гибель коллеги заставляет Майкла обратиться к Максу и Изабель за помощью в организации собственного расследования. Тем временем Лиз пытается начать новую жизнь в Вермонте...                                                                     |            |                                                                                            |                      |                                   |                 |             |
| 57 | 14         | «Chant Down Babylon» «Свергнуть Вавилон»                                                   | Лоренс Триллинг      | Рональд Д. Мур                    | 26 февраля 2002 | 3ADA14      |
| Пытаясь спасти раненную Изабель, друзья вынуждены раскрыть Джесси всю правду. Сознание Макса переходит в тело зловещего Клэйтона Уиллера... |            |                                                                                            |                      |                                   |                 |             |
| 58 | 15         | «Who Died and Made You King?» «Кто умер и сделал тебя королём?»                            | Питер Б. Эллис       | Гретхен Дж. Берг и Аарон Харбертс | 23 апреля 2002  | 3ADA15      |
| Пытаясь примириться с новой картиной мира, Джесси обращается за профессиональной помощью, однако попадает под наблюдение ФБР. Гибель Макса создаёт необходимость выбора нового короля, которым становится Майкл...                                         |            |                                                                                            |                      |                                   |                 |             |
| 59 | 16         | «Crash» «Столкновение»                                                                     | Патрик Норрис        | Дэвид Симкинс                     | 30 апреля 2002  | 3ADA16      |
| В пустыне терпит крушение космический корабль. Единственный свидетель попадает к ВВС. Макс и Майкл пытаются его освободить. |            |                                                                                            |                      |                                   |                 |             |
| 60 | 17         | «Four Aliens and a Baby» «Четыре пришельца и ребёнок»                                      | Уильям Сэдлер        | Рассел Френд и Гарретт Лернер     | 7 мая 2002      | 3ADA17      |
| Возвращается Тэсс с сыном Макса. Её преследуют военные. Родители Макса и Изабель узнают правду о пришельцах. |            |                                                                                            |                      |                                   |                 |             |
| 61 | 18         | «Graduation» «Выпускной»                                                                   | Эллисон Лидди-Браун  | Джейсон Катимс и Рональд Д. Мур   | 14 мая 2002     | 3ADA18      |
| Все готовятся к выпускному. Лиз посещают видения будущего. Она предвидит смерть Макса, Майкла, Изабель и свою от рук военных. Макс и Лиз женятся, родители Лиз узнают правду о пришельцах и о том, что она вышла замуж за Макса.                           |            |                                                                                            |                      |                                   |                 |             |